# Slovenský banský archív
Slovenský banský archív (do roku 2015 Štátny ústredný banský archív, ŠÚBA) je slovenský archiv zaměřující se na archiválie s důlní tematikou se sídlem v Banské Štiavnici. Po roce 2015 je archiv organizovaný jako specializované pracoviště Slovenskeho národního archivu.
Archiv se transformoval z rezorního archivu Ministerstva hutního průmyslu a rudných dolů roku 1958, nejprve jako součást slovenského národního archivu, od kterého se poté osamostatnil, dnes je tam opět začleněný. Ještě jako samostatný archiv (v roce 2015) vykonával přímo předarchivní péči u 130 organizací (věnujících se těžbě a dalším spojeným činnostem). V roce 2015 bylo v archivu 357 archivních fondů z období v časovém rozpětí 15. století až do roku 2015.